# Lista de prêmios e indicações recebidos por Korn
Korn é uma banda de nu metal norte-americana formada em Bakersfield, Califórnia. A banda teve nove álbuns consecutivos a entrar no top 10 da Billboard 200, incluindo a compilação Greatest Hits Volume 1 e o seu álbum sem título, lançado a 31 de Julho de 2007.
Follow the Leader é o seu álbum de maior sucesso, vendendo 3 milhões e 800 mil cópias nos Estados Unidos e atingindo o nº 1 da Billboard 200.
A banda vendeu a nível mundial mais de 30 milhões de discos, sendo 16 milhões só nos Estados Unidos. O grupo recebeu dois Grammy Awards em seis nomeações: uma por "Best Short Form Music Video" pela música "Freak on a Leash" e uma por "Best Metal Performance" pela música "Here to Stay". Recebeu igualmente dois prémios em dez nomeações nos MTV Video Music Awards: ganhou em "Best Rock Video" e "Best Editing" pela música "Freak on a Leash". Fora dos Estados Unidos, a banda recebeu diversos prémios e nomeações, incluindo o "Favourite Video" pela música "Twisted Transistor", nos MTV Asia Awards. No geral, a banda recebeu seis prémios em vinte nomeações.

## Grammy Awards
A banda recebeu dois prêmios em seis nomeações.
| Ano  | Nomeação por         | Categoria                       | Resultado |
| ---- | -------------------- | ------------------------------- | --------- |
| 1997 | "Shoots and Ladders" | Melhor Performance de Metal     | Nomeado   |
| 1998 | "No Place to Hide"   | Melhor Performance de Metal     | Nomeado   |
| 2000 | "Freak on a Leash"   | Melhor Performance de Hard Rock | Nomeado   |
| 2000 | "Freak on a Leash"   | Best Short Form Music Video     | Vencedor  |
| 2003 | "Here to Stay"       | Melhor Performance de Metal     | Vencedor  |
| 2004 | "Did My Time"        | Melhor Performance de Metal     | Nomeado   |
| 2011 | "Let The Guilt Go"   | Melhor Performance de Metal     | Nomeado   |
| 2017 | "Rotting in Vain"    | Melhor Performance de Metal     | Nomeado   |

## MTV Asia Awards
Os prémios MTV Asia ocorre desde 2002. A banda recebeu um prémio.
| Ano  | Nomeação por         | Categoria      | Resultado |
| ---- | -------------------- | -------------- | --------- |
| 2006 | "Twisted Transistor" | Video Favorito | Vencedor  |

## MTV Europe Music Awards
Os prémios MTV Europe Music Awards ocorrem desde 1994 pela MTV Europe. A banda recebeu uma nomeação.
| Ano  | Nomeação por | Categoria            | Resultado |
| ---- | ------------ | -------------------- | --------- |
| 2006 | Korn         | Best Alternative Act | Nomeado   |

## MTV Video Music Awards
Os MTV Video Music Awards ocorrem desde 1984 pela MTV, que celebra os melhores vídeos musicais do ano. A banda recebeu dois prémios em dez nomeações.
| Ano  | Nomeação por           | Categoria                  | Resultado |
| ---- | ---------------------- | -------------------------- | --------- |
| 1999 | "Freak on a Leash"     | Melhor Vídeo Rock          | Vencedor  |
| 1999 | "Freak on a Leash"     | Breakthrough Video         | Nomeado   |
| 1999 | "Freak on a Leash"     | Melhor Direção             | Nomeado   |
| 1999 | "Freak on a Leash"     | Melhores Efeitos Especiais | Nomeado   |
| 1999 | "Freak on a Leash"     | Melhor Direção Artística   | Nomeado   |
| 1999 | "Freak on a Leash"     | Melhor Edição              | Vencedor  |
| 1999 | "Freak on a Leash"     | Melhor Clip                | Nomeado   |
| 1999 | "Freak on a Leash"     | Escolha do Público         | Nomeado   |
| 2000 | "Falling Away from Me" | Melhor Vídeo Rock          | Nomeado   |
| 2002 | "Here to Stay"         | Melhor Vídeo Rock          | Nomeado   |

## MuchMusic Video Awards
Os MuchMusic Video Awards ocorrem no Canadá pelo canal de televisão MuchMusic. A banda recebeu um prémio em duas nomeações.
| Ano  | Nomeação por       | Categoria                          | Resultado |
| ---- | ------------------ | ---------------------------------- | --------- |
| 1999 | "Freak on a Leash" | Melhor Vídeo Internacional         | Nomeado   |
| 2002 | "Here to Stay"     | Melhor Vídeo Internacional (Grupo) | Vencedor  |